# 閻振興
閻振興（1912年7月10日—2005年1月7日），字光夏，河南汝南人，中華民國政治人物、水利學家。曾任中華民國教育部部长和國立台灣大學校長，在其任內，發生台大哲學系事件。

## 生平
在美國愛荷華大學取得工學博士學位，曾在黃河流域做過河川水利工作，1947年出任河南大學教授兼工學院院長。1949年隨政府到台灣，在高雄港務局做總工程師，1957年出任臺灣省立成功大學教授兼校長，1962年轉任台灣省政府教育廳廳長，擔任教育部部長期間宣佈推動九年國教。曾任行政院青年輔導委員會主任委員、行政院國家科學委員會副主任委員、行政院原子能委員會主任委員、中山科學研究院院長、國立清華大學校長、國立台灣大學校長、總統府國策顧問、總統府資政。行政院原子能委員會主任委員任內發生輻射屋事件。
1977年4月10日，閻振興與第二任妻子嚴淑蓮結婚。

### 台大校長時期
1970年5月7日，行政院會通過清華大學校長閻振興調任台灣大學校長，6月1日11時舉行交接典禮，接任台大校長。閻振興於上任後在硬體方面設立了工業研究中心（1975年）；制度方面於夜間部增設了歷史系（1971年）、中文系（1972年），成立臺大校訊社、僑生及外籍學生輔導室（1973年），實施電子計算機註冊選課（1976年）以及校園規畫委員會的設置（1978年）。閻振興任內開創與中研院合作的管道。
閻振興於台大哲學系事件時消極處理，台大哲學系事件調查小組召集人柯慶明教授認為：「……當時的台大校長閻振興在處理過程中，知道許多人是被陷害，但卻為滅學運而任由當時代理系主任孫智燊整肅無辜的教師，對大學自主與學術尊嚴也是一大傷害。」
1981年8月1日，閻振興卸任，由擔任過工學院院長的虞兆中接任。1994年，被聘為總統府資政。

### 逝世
2005年1月7日，閻振興因呼吸衰竭在台大醫院病逝，享年94歲。24日，閻振興追思會在台大醫院景福會館舉行，總統陳水扁及副總統呂秀蓮到場頒輓額「學淵績懋」及「碩望清徽」；前後任台大校長如陳維昭、虞兆中，前財政部長陸潤康也到場致辭。台大交響樂團同學彭靖如、盛維安、王年愷獻奏送別與驪歌表達哀思。

## 榮譽
- 1982年，當選中華民國中央研究院第14屆(數理科學組)院士[11]。